# خرداد که می‌شود
«خرداد که می‌شود» عنوان دومین کتاب ناصر صارمی پیرامون زندگی اسیران جنگی در ایران و کاری جدید در قالب ۲۹ داستان کوتاه و مستند به روایت و نویسندگی او و البته هفتمین اثر این شاعر و نویسنده است. از صارمی پس از چاپ و نشر چند مجموعه شعر و کارهای پژوهشی، پیشتر از اینها به کوشش انتشارات پیام آزادگان، کتاب «جنگ را ما شروع کردیم» روانه بازار نشر شده بود که این کتاب نیز حاوی خاطراتی است از سالهای ۶۱ و ۶۲ که در اردوگاه اسرای عراقی سمنان رقم می‌خورد و عنوان آن برگرفته از عبارتی بوده که یک اسیر عراقی بر دیوار درمانگاه یکی از کمپ‌ها می‌نویسد؛ او نوشت: «نحن بدأناالحرب» یعنی جنگ را ما شروع کردیم. داستان‌های «خرداد که می‌شود» مربوط به اردوگاه‌های سمنان، اراک و تهران می‌باشد. صارمی در کتاب اخیر فقط به حالات جمعی اسرا محدود نمانده و به دنیای شخصی آنها هم سرک کشیده است. دنیایی که برای خواننده به مراتب جذاب‌تر از ترسیم یک وضعیت کلی است. او در فصل پنجم کتاب این وضعیت شخصی را چنین وصف می‌کند: «وسایل خیلی شخصی‌شان مثل زیورآلات و آلبوم عکس‌های خانوادگی می‌توانست طبقه زندگی اجتماعی‌شان را نشان دهد. در میان آنهایی که با سن بالا به جنگ اعزام شده بودند افراد مرفه، سرمایه‌دار و بازاری وجود داشت. از این قسمت به بعد، آزادی، فکر تکان‌دهنده‌ای بود که می‌شد در چشم‌ها و گفته‌هایشان دید و شنید.» این نزدیک شدن به جزئیات زندگی خصوصی اسرا بخش جذابی است که می‌تواند تحلیلی از سربازان عراقی به خواننده بدهد. اینکه از کجا آمده‌اند، طرز تفکرشان چیست و به دنبال چه هستند؟

نویسنده کتاب «خرداد که می‌شود» در مصاحبه‌هایش با جراید داخلی و خارجی بیان می‌کند که:
«ادبیات می‌تواند به هر کشور و هر فرهنگی کمک کند. زیرا به ‌مانند پلی میان ملل جهان در روزگاران مختلف کار می‌کند. ما می‌توانیم این پل را برای نشان دادن چهرۀ واقعی جنگ، واقعیت آن و جلوگیری از بروز آن بدون استفاده صورتهای قالبی و کلیشه‌ای، به گونه‌ای تأثیرگذار بسازیم. یکی از رخدادهای مهم تاریخ ایران، جنگ هشت ساله با عراق بوده است. پس حقایق جنگ را باید صادقانه نوشت و بازگو کرد تا آیندگان نتوانند با توجه به گمان و حدس به موارد دستیافتهٔ خود عنوان «کشف» بدهند و با این عنوان، آن را به دلخواه تعبیر و تفسیر کنند. آن‌چنان که در کتابم به‌عنوان راوی و نویسنده‌ای که بخشی از تاریخ جنگ را نوشته، یادآور شده‌ام ما باید از ساختن قدیس و ابلیس از روی تعصب پرهیز کنیم و مطلبی است که در یک کتاب دیگر آمده‌است. تحقق این مسئله با یکی بودن راوی و نگارنده امکان بیشتری پیدا می‌کند. صد البته که نمی‌توان از یک راوی و شاهد عینی، نویسنده تراشید یا برعکس؛ چرا که گفته‌اند: بعد از هر جنگی، نظامیان عقب می‌نشینند و نویسندگان در خط مقدم قرار می‌گیرند اما سخن من این است که یکی بودن نویسنده و راوی، تاریخ را معتبر و به واقعیت نزدیک‌تر می‌کند.» 
هلن اولیایی نیا، استاد دانشکده زبان‌های خارجی دانشگاه اصفهان که روزگاری را پای صحبت و دلنوشته‌های دانشجویان آزاده نشسته و تجارب و مستنداتی انبوه در این زمینه فراهم آورده، بر یادداشت‌های ناصر صارمی، مطلبی نوشته که در پایان کتاب و با عنوان ضمیمه آمده است. 
یادداشت‌های ناصر صارمی پس از سی و چند سال در خرداد سال ۹۳ کتابی می‌شود تا بخشی از تاریخ را گفته باشد. نویسنده کتاب «خرداد که می‌شود» اضافه می‌‌کند که نهایت تلاش خود را به خرج داده تا از حقیقت و واقعیت فاصله نگیرد و وامدار آیندگان نباشد، وی همچنین بر این باور است که ساختن قدیس و ابلیس، آفت تاریخ است. او جنگ را از منظری متفاوت و از اردوگاه اسرای عراقی در ایران روایت کرد. جایی که کمتر کسی تا به حال به سراغش رفته بود و عموم مردم اطلاعات کمی درباره‌اش داشته‌اند. نگاهی به وضعیت اسرای عراقی در ایران سوژه جذابی بود که صارمی توانست در کتابش به آن بپردازد.